# Thor (film)
Thor är en amerikansk superhjältefilm från 2011, regisserad av Kenneth Branagh. Thor är den fjärde filmen i Marvel Cinematic Universe efter Iron Man, The Incredible Hulk och Iron Man 2.

## Handling
Tre forskare, Dr. Jane Foster (Natalie Portman), Dr. Erik Selvig (Stellan Skarsgård) och Darcy Lewis (Kat Dennings), studerar astrofysik i New Mexico när en märklig storm placerar en man mitt i öknen. 
I Asgård har Thor (Chris Hemsworth) och Loke (Tom Hiddleston) vuxit upp som bröder, men när Thor ska efterträda Oden som kung avbryts kröningen av att frostjättar bryter sig in i vapenrummet och försöker stjäla en artefakt som Oden tog från dem under kriget mellan frostjättarna och asarna. Thor vill straffa frostjättarna, men Oden försöker lugna ner honom. Tillsammans med sina krigarvänner och Loke far Thor till frostjättarnas värld för att slåss. Oden räddar dock dem och straffar Thor genom att ta bort hans krafter och förvisa honom till jorden – där han hittas av de tre forskarna.
Under besöket på frostjättarnas värld upptäckte Loke att han hade något gemensamt med frostjättarna, och när han konfronterar Oden, får han veta att Oden räddade honom efter det sista slaget i kriget när Loke bara var barn, vilket får Loke att konstatera att det var därför Oden gjorde Thor till kung. Oden faller ihop, men det visar sig bara vara en tillfällig dvala.
Thor får veta att hans hammare Mjölner också förts till jorden och beger sig till nerslagsplatsen, som bevakas av S.H.I.E.L.D. Väl där upptäcker han att han också misslyckas med att kunna lyfta hammaren, och Loke som besöker honom, berättar att Oden dött och att Thor enligt avtal med frostjättarna måste fortsätta vara i exil. Motvilligt accepterar Thor sitt öde, men när Thors krigarvänner beslutar sig för att rädda Thor blir de förföljda av asarnas stridsrobot, Förstöraren, som dödar Thor. Eftersom Thor offrat sig för sina vänner kommer dock Mjölner till honom, och han väcks till liv.
Väl tillbaka i Asgård inser Thor att Loke släppt in frostjättarna för att kunna döda frostjättarnas kung inför asarna och därmed bli rättmätig kung. Loke försöker förstöra frostjättarnas värld, och för att stoppa honom tvingas Thor förstöra Bifrost, vägen mellan Asgård och Midgård (Jorden).

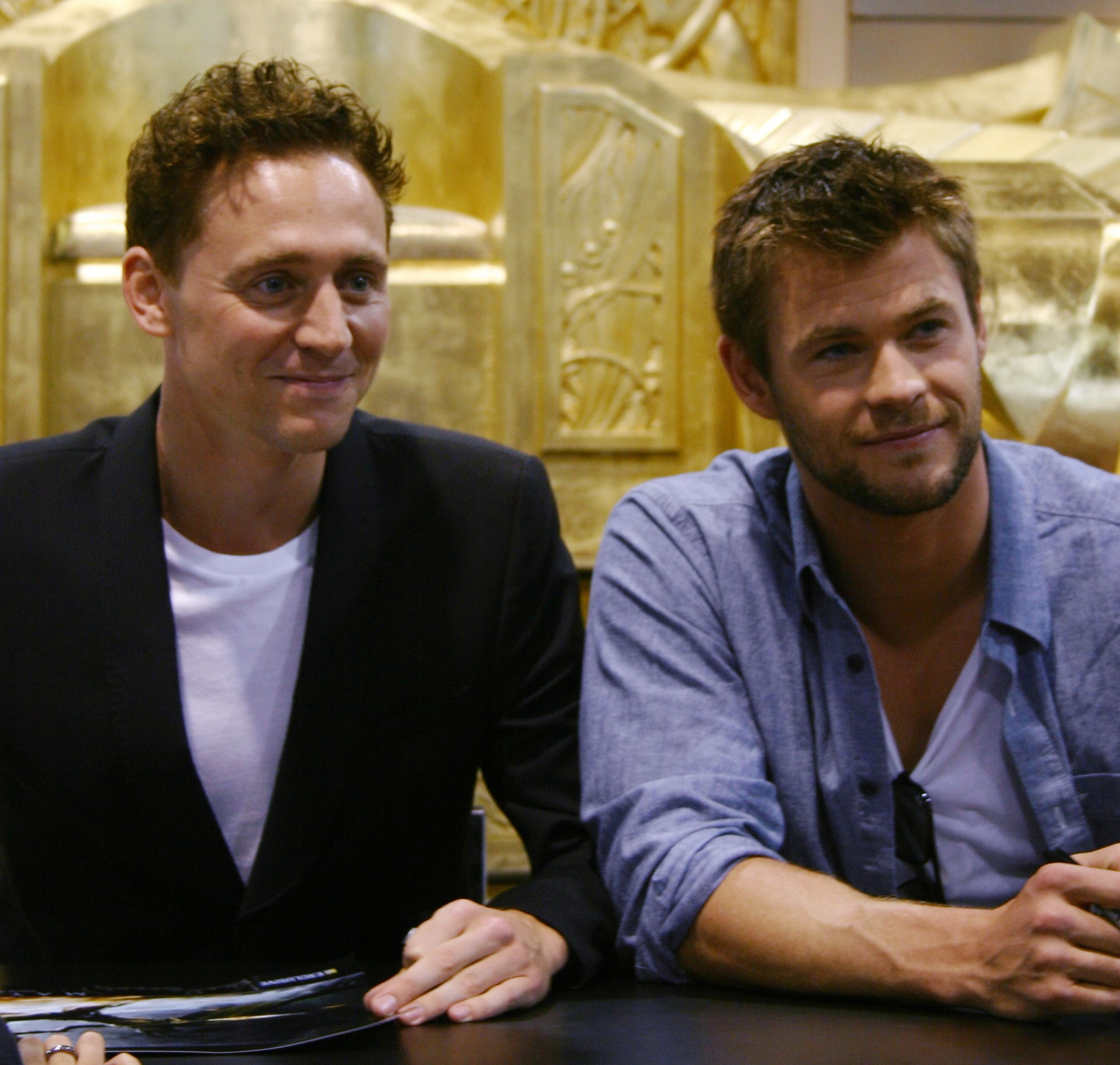
Tom Hiddleston och Chris Hemsworth.

## Rollista (i urval)
- Chris Hemsworth – Thor
- Natalie Portman – Jane Foster
- Tom Hiddleston – Loke
- Anthony Hopkins – Oden
- Stellan Skarsgård – Dr. Erik Selvig
- Kat Dennings – Darcy Lewis
- Clark Gregg – Agent Phil Coulson
- Colm Feore – Kung Laufey
- Idris Elba – Heimdall
- Ray Stevenson – Volstagg
- Tadanobu Asano – Hogun
- Joshua Dallas – Fandral
- Jaimie Alexander – Siv
- Rene Russo – Frigga
- Maximiliano Hernández – Agent Jasper Sitwell
- Jeremy Renner – Clint Barton / Hawkeye (cameo)
- Samuel L. Jackson – Nick Fury (cameo)
- Stan Lee – Pickupförare (cameo)

## Om filmen
Thor följdes i Marvel Cinematic Universe av Captain America: The First Avenger. Nästa film där Thor medverkade var filmen The Avengers, som hade premiär 2012 på bio.
Uppföljaren Thor: The Dark World hade biopremiär under 2013.